# Théâtre de la foire

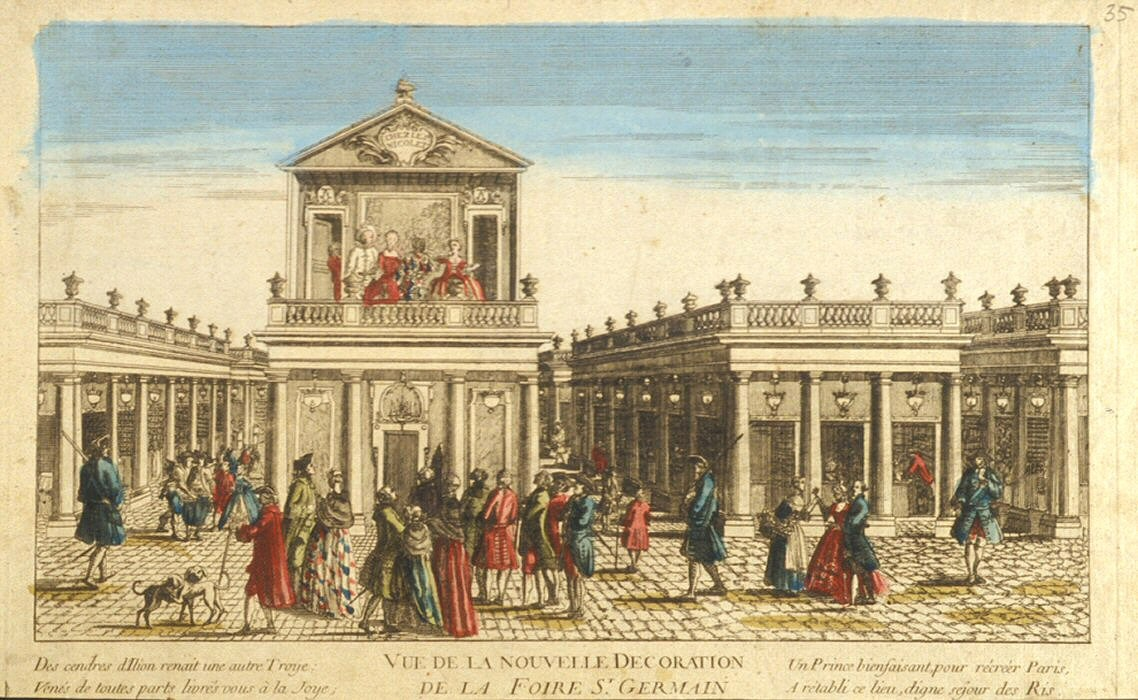
La foire Saint-Germain.

L’espressione théâtre de la foire (teatro della fiera) designa tutti gli spettacoli dati a Parigi in occasione delle fiere annuali di  Saint-Germain, Enclos Saint-Laurent e, più tardi, Saint-Ovide.

## La foire Saint-Germain

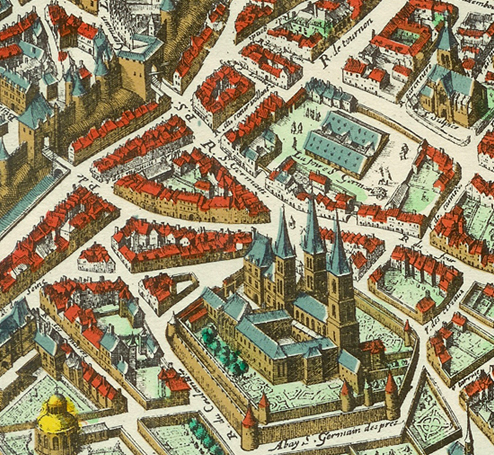
Vista dettagliata del sobborgo situato intorno all'abbazia di Saint-Germain-des-Prés (pianta di Mérian).

La prima menzione di questa fiera risale al 1176 e sarebbe esistita fino al XIII secolo. Si trovava nelle vicinanze dell'Abbazia di Saint-Germain-des-Prés e, almeno nei primi tempi, all'incrocio delle attuali rue de Buci e de la Senne. Nel 1482, il re Luigi XI concesse ai monaci dell'abbazia il diritto di tenere una fiera ogni anno. Questa fu quindi la seconda fiera. Nel 1511 fu costruita una sala che poteva ospitare diverse centinaia di mercanti, tra cui orafi, ebanisti e commercianti di tessuti. Il picco della fiera si ebbe nel XVII secolo. Durava, in genere, da tre a cinque settimane, intorno a Pasqua, e nel XVIII secolo si apriva invariabilmente il 3 febbraio per chiudere la domenica della Passione. Funzionò fino al 1789..
I primi attori dei quali si conoscono i nomi furono Jehan Courtin e Nicolas Poteau che, nel 1595, intrattenevano così bene il pubblico parigino che i comici dell'Hôtel de Bourgogne li citarono in una causa, che probabilmente persero, perché i due attori della fiera si esibirono ancora per diversi anni. Nel 1618, André Soliel e Isabel Le Gendre incontrarono lo stesso successo. Più tardi, burattinai, ballerini e artisti vari allietarono i visitatori della fiera, tanto che nel 1643  Scarron dedicò al  Duca d'Orléans un poema sull'argomento.
Tra gli artisti più famosi della fiera di Saint-Germain vi furono i burattinai  Pierre e François Datelin (meglio conosciuti come Brioché), Jean-Baptiste Archambault, Jérôme, Arthur e Nicolas Féron. Tra i ballerini, Charles e Pierre Alard, Moritz von der Beek, detto Maurice, Alexandre Bertrand, Louis Nivelon. Mentre gli attori più famosi furono Louis Gauthier di St. Edme, Jean-Baptiste Constantini, Catherine von der Beek, Etienne Baron, Charles Dolet, Antoine Francassani, Jean-Baptiste Hamoche,  Dominique Biancolelli, Francisque, e molti altri, per i quali  Lesage,  Fuzelier e D'Orneval scrissero molti pezzi.
Nel 1712, al Jeu de paume di Orléans alla fiera di Saint-Germain venne data un'opera teatrale con segni scritti il cui testo è stato conservato stampato: "Scritti delle feste parigine date al pubblico dalla grande truppa di ballerini di corda del Jeu de paume d'Orléans, alla fiera di Saint-Germain, nel febbraio 1712. Contiene la prima descrizione conosciuta della processione del Carnevale di Parigi della Promenade du Bœuf Gras au Carnaval de Paris, che si svolgeva sulle scene. Poco dopo questo grande evento un incendio colpì la fiera di Saint-Germain nella notte tra il 16 e il 17 marzo 1762. La fiera fu devastata dalle fiamme e cadde in rovina. Soltanto nel 1811 fu intrapresa una ricostruzione e divenne un mercato che ebbe sensibile successo.
Al giorno d'oggi, l'unica vestigia di questa fiera si trova in rue Mabillon sul lato dei numeri pari, al 6, 8 e 10, sotto forma di una rientranza dell'allineamento, ad un livello inferiore di circa tre metri rispetto a quello della carreggiata stradale. Queste case materializzano il limite del vecchio cortile della fiera..

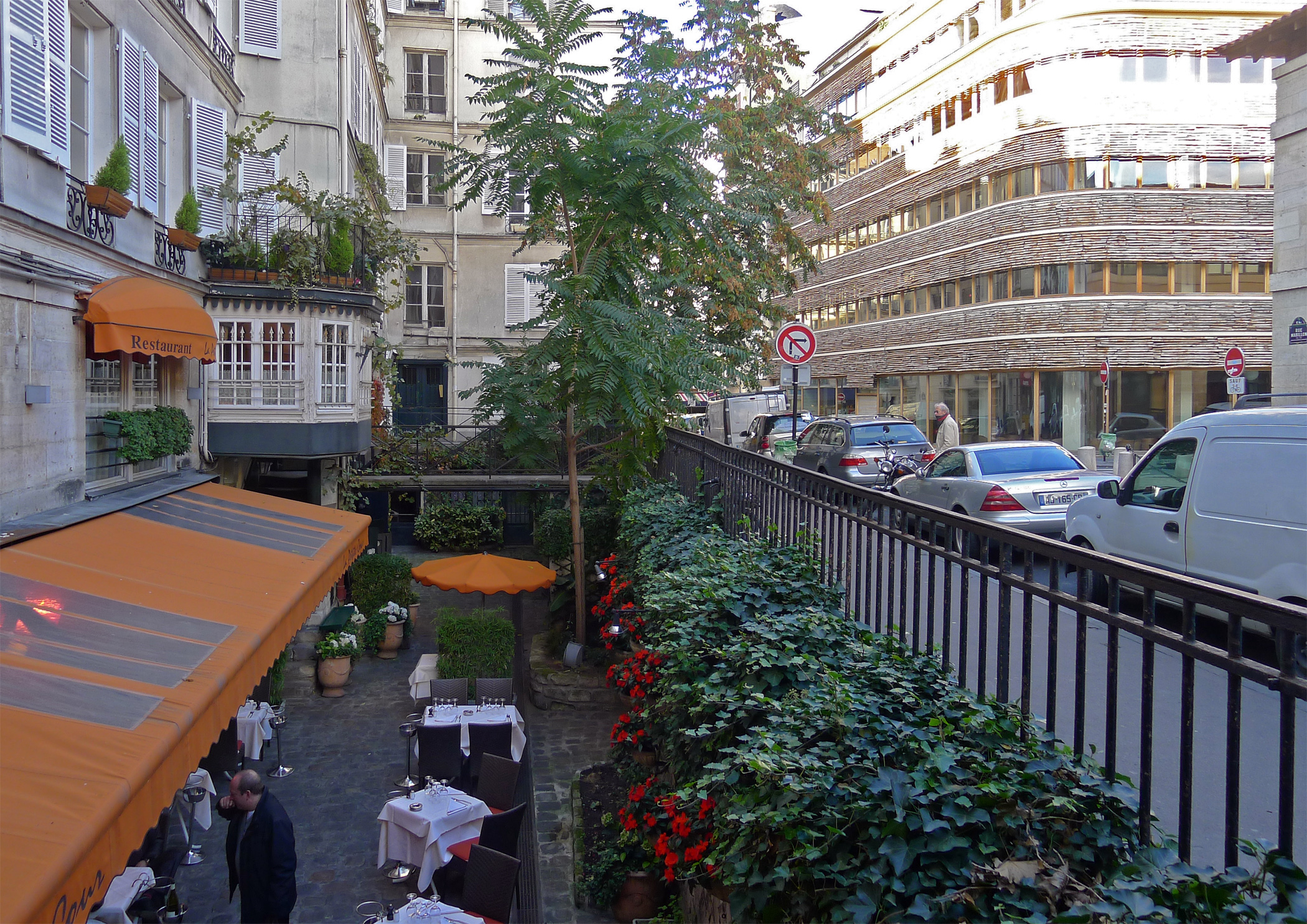
Al numero 8
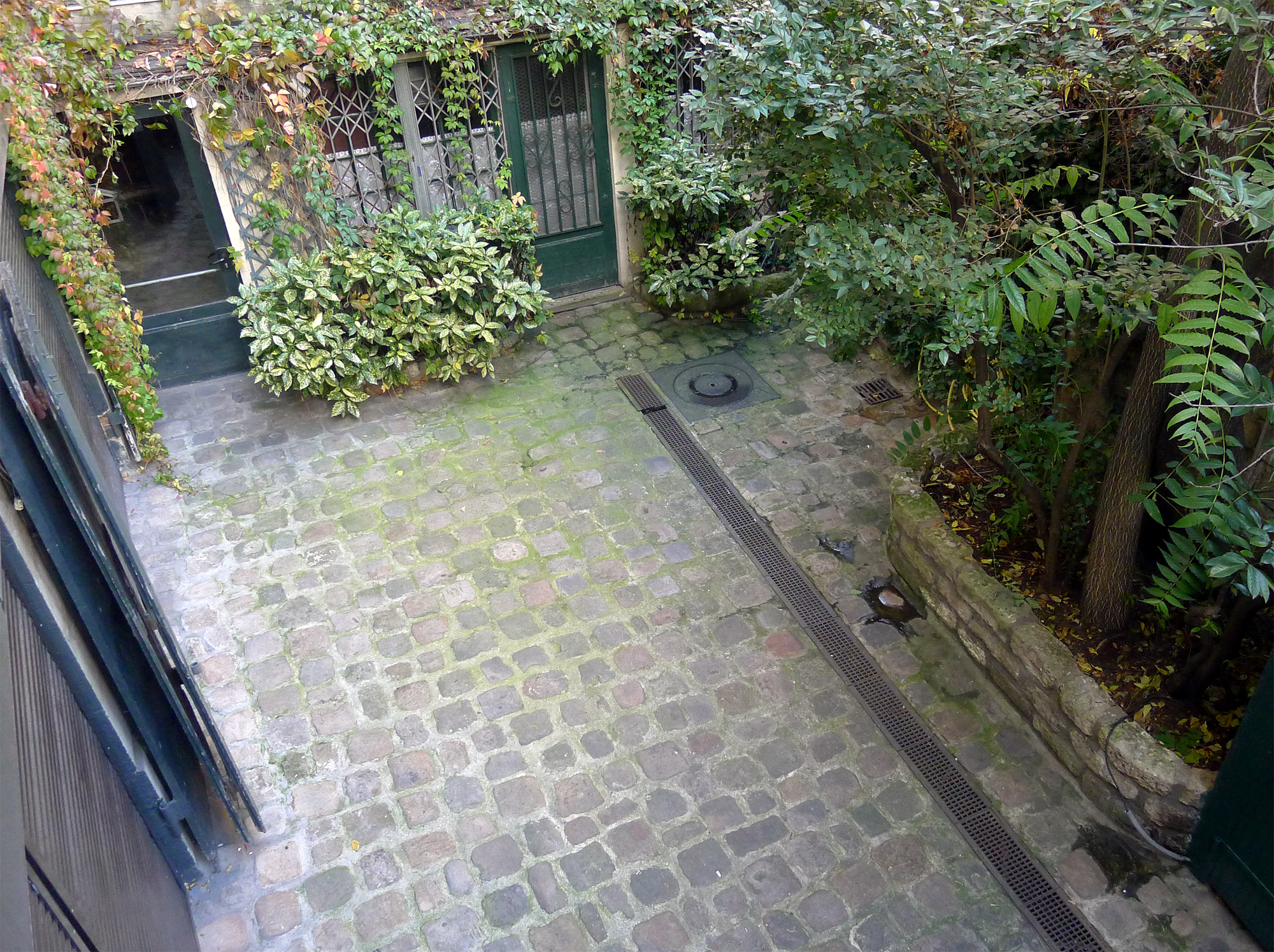
Al numero 6

## La foire Saint-Laurent

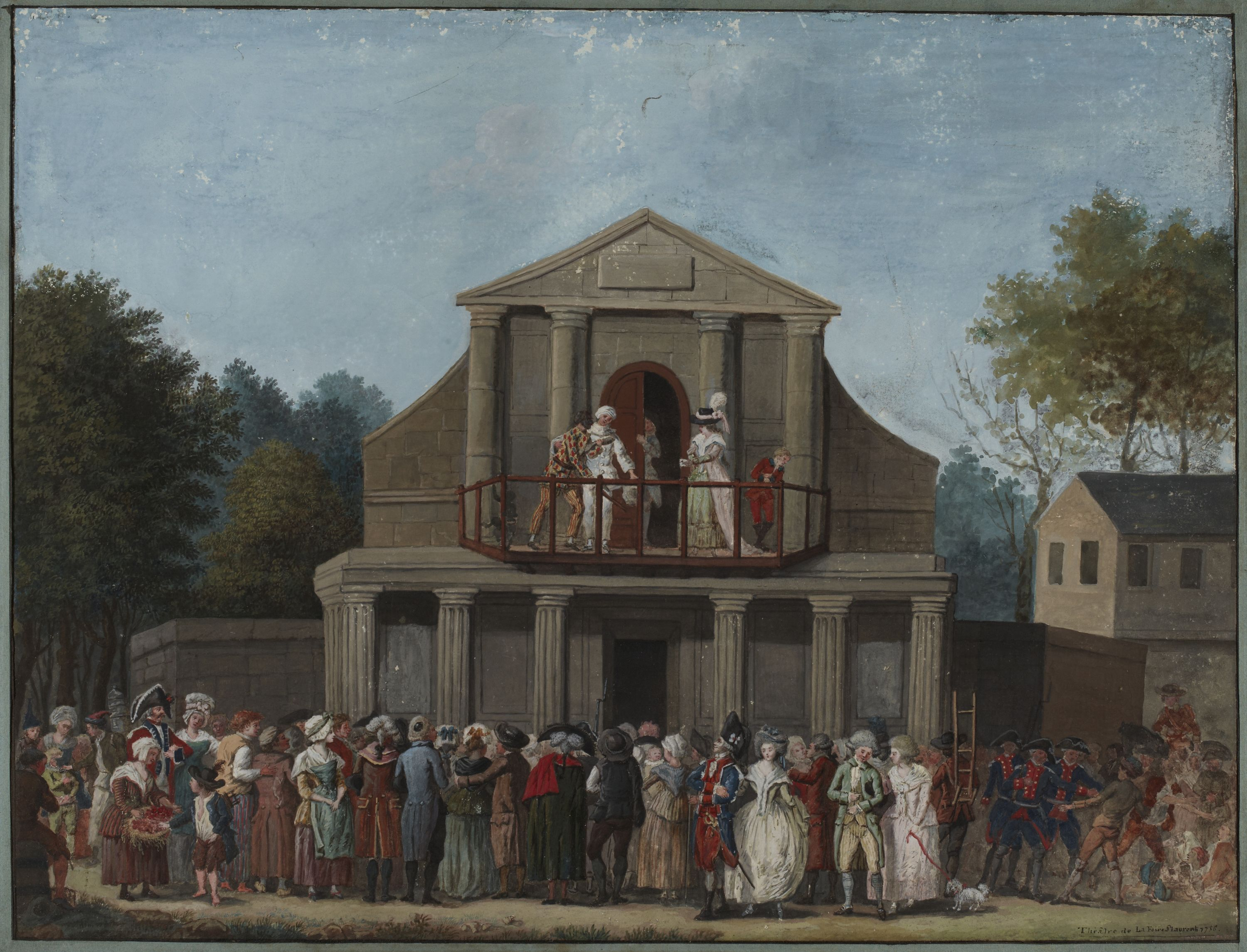
La foire Saint-Laurent.

Fondata nel 1344 nel recinto dell'Abbazia dei fratelli di Saint-Lazare (lebbrosario di Saint-Ladre), la fiera di Saint-Laurent, nel XVIII secolo, veniva tenuta dal 9 agosto (veglia di San Lorenzo) al 29 settembre (giorno dell'Arcangelo Michele).
La fiera di Saint-Laurent era il punto d'incontro di artigiani, mercanti e borghesi, e si svolgeva all'aperto, mentre la fiera Saint-Germain, al riparo dal maltempo, serviva piuttosto come vetrina per il commercio di lusso (gioielli, porcellana, strumenti musicali e stampe).
Vi si esibivano anche numerosi artisti della fiera di Saint-Germain, poiché una si svolgeva in primavera e l'altra in estate. Questa alternanza permetteva al pubblico di seguire i programmi preferiti e, a poco a poco, creò una sorta di "soap opera" teatrale, un'opera teatrale iniziata a Saint-Germain per proseguire a Saint-Laurent.

## La foire Saint-Ovide

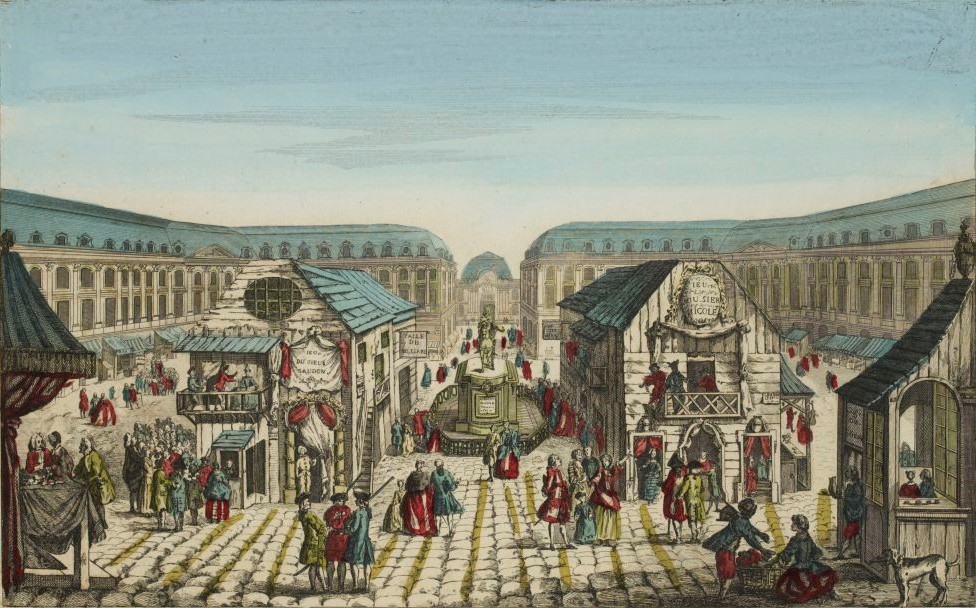
La foire Saint-Ovide di Jacques-Gabriel Huquier, (musée de la Révolution française).

Inaugurata nel 1764 sulla place Louis XIV (attuale place Vendôme), nel 1772 venne spostata nella place Louis XV (attuale place de la Concorde). Piccola fiera, tuttavia, era in competizione con la fiera di San Lorenzo, che si svolgeva all'incirca nello stesso periodo (circa 15 agosto - 15 settembre). Scomparve nel 1777, distrutta da un incendio.

## Concorrenza aigrandi teatri
Dopo i primi spettacoli costituiti da teatrino delle marionette e ballerini di corda, gli attori della fiera iniziarono gradualmente a recitare delle vere commedie, spesso scritte da autori famosi e di talento. Dopo l'espulsione dei comici italiani nel 1697, gli attori della fiera presero coraggio e si appropriarono del loro repertorio. La professionalizzazione degli spettacoli della fiera iniziò a preoccupare la Comédie-Française, che in essi intravedeva una concorrenza pericolosa. Cercò con ogni mezzo di preservare i suoi privilegi e, dopo molte battaglie condotte davanti al Grand Châtelet e al Parlamento di Parigi, ottenne il divieto assoluto di rappresentare piéce dialogate negli spettacoli delle fiere.
Ciò non tenendo conto delle astuzie che gli attori della fiera furono in grado di trovare per contrastare i divieti di cui erano vittime. Così, vedendosi vietato qualsiasi dialogo sulla scena, nel 1707, apparvero i primi personaggi che recitavano in forma di monologo, o parlavano a un muto, ad un interlocutore posto dietro le quinte e anche ad un animale. In seguito, inventarono un gergo che evocava un latino maccheronico (Pendao le medicinao!: appendere il medico), che ovviamente non era in concorrenza con la lingua francese della quale gli attori della Comédie-Française avevano rivendicato l'uso esclusivo. Successivamente scrissero tutti i dialoghi su "écriteau", tipi di rotoli di carta su cui si accontentavano di scrivere le parole.

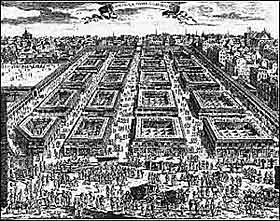
La foire Saint-Germain alla sua inaugurazione

A questo punto i Comédiens-Français non avevano più ragioni oggettive per attaccare gli attori della fiera perché le loro richieste erano state soddisfatte. Fu allora il turno dell'Académie royale de Musique a gridare alla concorrenza: era infatti l'unico detentore del diritto di cantare, ballare e accompagnare in musica in tutto il regno di Francia. L'equilibrio del potere si svolse in modo diverso e ben presto i direttori dell'Opéra, in preda a una debacle finanziaria, tentarono di salvarsi vendendo a due operatori della fiera il diritto di eseguire spettacoli cantati. Così nel 1714 nacque l'Opéra-Comique.
A seguito del crescente successo degli spettacoli in fiera, l'Opéra esigeva sempre più esorbitanti royalty che misero in difficoltà i direttori della fiera. Alleata dell'Opéra, la Comédie-Française ne approfittò per infliggerle un colpo fatale nel 1719: ottenne la soppressione di tutti gli spettacoli fieristici, ad eccezione di marionette e danze con la corda.
Nel frattempo, il reggente aveva ripristinato la Comédie-Italienne e questa ne approfittò per occupare foire Saint-Laurent per tre anni, dal 1721 al 1723, anche se poi dovette rinunciare per lo scarso successo.
Nel 1724, un mercante di candelabri di nome Maurice Honoré ottenne il ristabilimento dell'Opéra-Comique e lo sfruttò per tre anni. Lasciò poi il posto a Pontau, Devienne, Jean Monnet e  Favart, che la diressero successivamente fino 1762, quando avvenne la fusione con la Comédie-Italienne.
Parallelamente alle esibizioni dell'Opéra-Comique c'erano tutti i tipi di attrazioni da fiera: oltre a burattinai e danzatori di corda, giganti, nani, mostri, teste parlanti, animali ammaestrati ed altro. A poco a poco gli spettacoli si spostarono verso i  boulevard, principalmente boulevard du Temple, che nel XIX secolo venne denominato boulevard du Crime. Fu anche nelle fiere e nei boulevard che nacque la troupe dei Grands-Danseurs du Roi di Jean-Baptiste Nicolet.